# Anthias
Il genere Anthias comprende nove specie di pesci d'acqua salata appartenenti alla famiglia Serranidae.

## Specie
- Anthias anthias (Linnaeus, 1758)
- Anthias asperilinguis Günther, 1859
- Anthias cyprinoides (Katayama & Amaoka, 1986)
- Anthias helenensis Katayama & Amaoka, 1986
- Anthias menezesi Anderson & Heemstra, 1980
- Anthias nicholsi Firth, 1933
- Anthias noeli Anderson & Baldwin, 2000
- Anthias salmopunctatus Lubbock & Edwards, 1981
- Anthias woodsi Anderson & Heemstra, 1980